# Hidroide (botânica)
Hidroides são células alongadas com paredes transversais inclinadas que são finas e altamente permeáveis a água, existentes em musgos verdadeiros pertencentes ao filo Bryophyta e à classe Bryidae. Os hidroides compõem o cordão central de tecido condutor visível nos Bryidae, denominado hadroma. Os hidroides são precursores de vasos condutores verdadeiros, tais como xilema e floema, em vegetais mais complexos, a partir das plantas vasculares. A presença de hidroides formando hadromas nos musgos permite que o gametófito de  alguns deles alcancem comprimentos de até cinquenta centímetros.